# العين الحرجة
العين الحرجة هي سلسلة وثائقية من إنتاج قناة ديسكفري ساينس تتناول الظواهر العلمية الزائفة والخوارق. تم بث السلسلة الوثائقية المكونة من ثمانية أجزاء في الفترة من أكتوبر 2002 حتى فبراير 2003 واستضافها الممثل والمشكك العلمي ويليام بي ديفيس.

## وصف السلسلة
العين الحرجة، والتي تم تصنيفها بالتناوب على أنها مجرد عين حرجة، تم إنتاجها بواسطة قناة Discovery Science، وتم إنتاجها بالتعاون مع مجلة Skeptical Inquirer. تم وصف العرض بواسطة cosmolearning.org بأنه "يستضيف William B. Davis هذا البرنامج ليقدم للمشاهدين العلوم وراء الخوارق وغير المبررة.